# Planctoteuthis exopthalmica
Planctoteuthis exopthalmica is een inktvissensoort uit de familie van de Chiroteuthidae. De wetenschappelijke naam van de soort werd voor het eerst geldig gepubliceerd in 1910 door Chun als Doratopsis exophthalmica.